# Метте Барлі
Метте Барлі (норв. Mette Barlie; нар. 23 квітня 1964) — норвезька борчиня вільного стилю, дворазова срібна призерка чемпіонатів світу, дворазова срібна та бронзова призерка чемпіонатів Європи.

## Життєпис
Боротьбою почала займатися з 1980 року.
Вона здобула срібну нагороду на Чемпіонаті світу 1995 року, коли вона була вагітна на четвертому місяці, а на чемпіонаті Європи 1996 року, лише через два місяці після народження другої доньки, виграла бронзову медаль.
Мете Барлі виграла королівський трофей у 1997 і 1999 роках. Таким чином, вона стала третьою жінкою-переможцем в родині Барлі, яка досягла цього успіху разом з Лене та Іне Барлі. Раніше її дядьки Гаральд і Кааре Барлі досягли цього серед чоловіків.
Виступала за борцівський клуб Kolbotn IL, Колботн. Тренери — Ларс Реннінген, Іне Барлі.

## Спортивні результати на міжнародних змаганнях

### Виступи на Чемпіонатах світу
| Змагання                        | Збірна   | Вагова категорія          | Місце  |
| ------------------------------- | -------- | ------------------------- | ------ |
| Чемпіонат світу з боротьби 1995 | Норвегія | жіноча боротьба, до 44 кг | Срібло |
| Чемпіонат світу з боротьби 1996 | Норвегія | жіноча боротьба, до 44 кг | 6      |
| Чемпіонат світу з боротьби 1997 | Норвегія | жіноча боротьба, до 46 кг | Срібло |
| Чемпіонат світу з боротьби 1998 | Норвегія | жіноча боротьба, до 46 кг | 5      |
| Чемпіонат світу з боротьби 1999 | Норвегія | жіноча боротьба, до 46 кг | 5      |

### Виступи на Чемпіонатах Європи
| Змагання                         | Збірна   | Вагова категорія          | Місце  |
| -------------------------------- | -------- | ------------------------- | ------ |
| Чемпіонат Європи з боротьби 1996 | Норвегія | жіноча боротьба, до 47 кг | Бронза |
| Чемпіонат Європи з боротьби 1997 | Норвегія | жіноча боротьба, до 46 кг | Срібло |
| Чемпіонат Європи з боротьби 1998 | Норвегія | жіноча боротьба, до 46 кг | Срібло |
| Чемпіонат Європи з боротьби 1999 | Норвегія | жіноча боротьба, до 46 кг | 4      |